# Billy Cowan
William Duncan Cowan, detto Billy (Edimburgo, 9 agosto 1896 – Gosforth, 24 gennaio 1965), è stato un calciatore scozzese, di ruolo attaccante.

## Carriera

### Club
Dopo aver giocato in patria nel 1923 si trasferisce a Newcastle, dove vince una FA Cup al suo primo anno. Nel 1926 passa al Manchester City, prima di chiudere la carriera in Scozia nel 1929.

### Nazionale
La sua unica presenza con la Scozia è datata 12 aprile 1924 contro l'Inghilterra (1-1), segnando un gol.

## Palmarès

### Club

#### Competizioni nazionali
- Coppa d'Inghilterra: 1

Newcastle: 1923-1924